# Antonio Sotomayor (Los Ríos)
Antonio Sotomayor ist eine Parroquia rural („ländliches Kirchspiel“) im Kanton Vinces der ecuadorianischen Provinz Los Ríos. Sitz der Verwaltung ist der Caserío Playas de Vinces. Die Parroquia besitzt eine Fläche von 142,34 km². Die Einwohnerzahl lag im Jahr 2010 bei 16.293.

## Lage
Die Parroquia Antonio Sotomayor liegt im Tiefland westlich der Anden. Der Río Vinces durchquert das Areal in südlicher Richtung und weist dabei zwei Flussbifurkationen auf. Der Río Mastrantales zweigt im zentralen Bereich der Parroquia vom Río Vinces nach Südwesten ab. Der Río Junquillo zweigt im Süden der Parroquia vom Río Vinces nach Osten ab. Entlang der westlichen Verwaltungsgrenze verlaufen die Flüsse Río Macul, Río Baba und Río Mastrantales. Der 13 m hoch gelegene Hauptort Playas de Vinces befindet sich 10,5 km südsüdwestlich vom Kantonshauptort Vinces am linken Flussufer des Río Vinces am Abzweig des Río Mastrantales.
Die Parroquia Antonio Sotomayor grenzt im Norden an die Parroquia Vinces, im Osten an die Parroquia Guare (Kanton Baba), im äußersten Südosten an die Parroquia Baba sowie im Süden und im Westen an die Provinz Guayas mit den Parroquias General Cornelio Vernaza und Junquillal (beide im Kanton Salitre) und dem Kanton Palestina.

## Orte und Siedlungen
In der Parroquia gibt es neben dem Hauptort folgende Recintos:
- Junquillo
- La Vega
- El Mate
- San Sebastian
- La Reveza
- Cerro Gusano
- Los Niguitos
- San Jose de Bagatela
- Pavana
- Matecito
- Las Cabañas
- El Tropezón
- El Hacha
- Rancho Grande
- Explotados
- El Garzal
- Primavera
- Delirio
- Macho Capón (Casa Azul)
- La Alegría
- La Tranca
- El Morocho
- Bahía Carrillo
- Miraflores
- San Vicente
- La Paila
- Batatilla
- Primero San Jose
- La Chontilla
- San Manuel
- Posa Seca
- Palo Sucio
- San Jose Uno
- La Esperanza
- San Pablo
- Los Troncos
- El Mango
- 18 de Octubre
- 15 de Agosto
- Pascuencal
- Colon
- San Genaro
- La Americana
- Las Mercedes
- Los Membrillos
- Macul
- Cabuyal
- El Jobo
- Carolina
- Las Culebras
- Estrella Roja
- Edén
- Clarisa
- San Cristóbal
- Las Pampas
- El Garzal
- La Felicidad
- Los Machines
- Soberana
- El Edén
- Abras Grande
- Los Carraos
- Bebo

## Geschichte
Die Parroquia Antonio Sotomayor wurde am 13. Januar 1942 gegründet (fecha de creación). Namensgeber war Coronel Antonio Sotomayor, ein lokaler Politiker.

## Ökologie
Ein Großteil der Parroquia liegt im Feuchtgebiet Abras de Mantequilla.